# Betzdorf (Germania)
Betzdorf è una città di 10 099 abitanti della Renania-Palatinato, in Germania.
Appartiene al circondario (Landkreis) di Altenkirchen (Westerwald) (targa AK) ed è parte della comunità amministrativa (Verbandsgemeinde) di Betzdorf-Gebhardshain.